# Aero A.12
Aero A.12 là một loại máy bay ném bom hạng nhẹ và trinh sát quân sự hai tầng cánh của Tiệp Khắc, được sản xuất số lượng nhỏ ngay sau Chiến tranh thế giới I.

## Quốc gia sử dụng
- Tiệp Khắc

## Tính năng kỹ chiến thuật (A.12)
Đặc điểm tổng quát
- Kíp lái: 2
- Chiều dài: 8,30 m (27 ft 3 in)
- Sải cánh: 12,80 m (43 ft 0 in)
- Chiều cao: 3,10 m (10 ft 2 in)
- Diện tích cánh: 36,5 m² (393 ft²)
- Trọng lượng rỗng: 1.080 kg (2.380 lb)
- Trọng lượng có tải: 1.537 kg (3.381 lb)

 Hiệu suất bay 
- Vận tốc cực đại: 201 km/h (109 knot, 126 mph)
- Tầm bay: 760 km (410 nm, 475 mi)
- Trần bay: 7.500 m (25.000 ft)
- Vận tốc lên cao: 3,47 m/s (683 ft/phút)
- Tải trên cánh: 42 kg/m² (8,6 lb/ft²)

Trang bị vũ khí

- Súng: 

  - 1× súng máy Vickers.303 in (7.70 mm)
  - 2× súng máy Lewis.303 in (7.70 mm)